# Limnophila intonsa
Limnophila intonsa là một loài ruồi trong họ Limoniidae. Chúng phân bố ở miền Australasia.